# Ampliación de capital
Ampliación de capital es el incremento del capital social de una sociedad. Se realiza emitiendo nuevas acciones o aumentando el valor nominal de las ya existentes. El efecto contrario de ampliación de capital sería la reducción de capital. Las acciones nuevas pueden tener iguales o diferentes derechos económicos que las antiguas.
Cuando una sociedad realiza una ampliación de capital, los accionistas antiguos tienen derecho de suscripción preferente.

## Clasificación por pago
El precio que deben pagar los suscriptores por cada acción nueva es determinado por la sociedad, clasificándose:
- A la par: El precio pagado es el mismo que el nominal del título.
- Por encima de la par: El precio pagado es superior al nominal del título.
- Liberada: La ampliación se realiza con cargo a reservas de la sociedad. Cuando es totalmente liberada se dice que es 100 % liberada y ésta es totalmente gratuita para los accionistas que obtienen nuevas acciones sin tener que aportar dinero. Es parcialmente liberada cuando el cargo lo paga una parte las reservas de la sociedad y otra parte el suscriptor, viene expresado en porcentaje (%).

Cuando una sociedad amplía su capital según el primer sistema (a la par), aumenta el número de acciones en circulación, lo que hace que disminuya el valor contable de cada título (la empresa vale lo mismo pero se divide entre más títulos). Este hecho se conoce como efecto dilución. Para evitar este efecto, es por lo que se suele exigir una prima de emisión, de manera que los nuevos accionistas paguen también por las reservas de la empresa, y la valoración de empresas de nueva creación, donde son las perspectivas de beneficios futuros las claves de las que también, pasan a ser propietarios.

## Valoración Pre-money y Valoración Post-Money
Cuando el inversor ha decidido invertir una cantidad en una empresa, esta cantidad representará un porcentaje en el capital social, dependiendo de la valoración pre-money que hayan acordado y negociado el antiguo accionista y el inversor.
La valoración Pre-money es la valoración que se le ha otorgado a la empresa por su actividad en el mercado desde su constitución, previamente a la recepción de la inversión y esta valoración es independiente al capital social de la empresa.
La valoración Post-money es la valoración que se le otorga a la empresa posteriormente a la aportación de la inversión.
Por ejemplo, si un inversionista dado (sea jurídico o no), compromete de sus propios recursos para la financiación de la ampliación de capital de una empresa (o sea, invierte), dando como resultado un flujo de caja positivo; en el mejor de los escenarios para dicha empresa, con un monto de 100 €, y a cambio, dicha empresa se compromete a pagar mediante unas obligaciones (letra de cambio, acción, obligación, título de deuda pública, etc) el 20% de sus activos, su capital, además unas ganancias favorables en términos de la Tasa Interna de Retorno para ambos actores, en un tiempo determinado de un año, por ejemplo. El valor Post-Money corresponderá a un valor de 500 € (100 € / 20%) para ese año. El valor Pre-Money será de 400 €, es decir, el resultado de restarle al valor Post-Money de 500 €, menos los 100 € de la ampliación de capital que el inversionista garantizó a la empresa inicialmente, de manera que las obligaciones pudieran tener validez jurídica de cobro al finalizar el periodo pactado.
A continuación realizaremos un simulacro de ampliación de capital siguiendo los conceptos anteriormente expuestos, Caso Práctico completo para ese mismo supuesto con un capital inicial de 3 000 € en participaciones de 1 € y un inversor de 100 000 €:
Un equipo emprendedor con una Sociedad Limitada con capital social de 3 000 €, representados en 3 000 participaciones de 1 € de valor nominal (valor futuro) cada una, después de varias reuniones y negociaciones, logra que un Business Angel acceda a invertir 100 000 € a cambio de un 20% del capital de su Startup.
Por tanto, la Junta General de Socios, deberán acordar el valor nominal (valor futuro) para la ampliación del capital social de la empresa, de esta manera ordenan la emisión de nuevas participaciones que deben representar el 20% del total de participaciones existentes, una vez producida la ampliación.
En este caso, el número de participaciones a emitir es de 750 nuevas participaciones.

750/(750+3.000)=20%
El inversor asumirá la titularidad de 750 participaciones de la Sociedad, que representarán un 20% del total de las participaciones sociales en las que estará dividido el capital social, es decir, 3.750 participaciones.
Es aquí donde entra en juego la Prima de emisión, ya que si cada participación tiene un valor de UN EURO, al realizar la ampliación de capital el inversor sólo estaría aportando 750 Euros, faltaría aportar los 99.250 Euros restantes de la inversión. Esta cantidad (99.250 Euros) será aportada por el inversor a la Sociedad mediante una “Prima de emisión” que contablemente figurará en el pasivo de la compañía como fondos propios, pero no como porcentaje de capital. Es decir, el inversor pagará por cada nueva participación emitida UN EURO más una prima de emisión por un valor total de 99.250 Euros, adquiriendo el inversor la condición de socio de la empresa con un porcentaje del 20% en el capital social de la misma.
El asiento contable de la operación será:
100.000 Tesorería a Capital 750 y a Prima de Emisión 99.250

### Ejemplos
- A la par

Una sociedad amplía su capital realizando una ampliación a la par de la siguiente manera:
a) 1 acción nueva a la par por cada 4 acciones antiguas (1x4 a la par).
b) Las acciones de la sociedad tienen un valor nominal de 3 euros.
Un accionista antiguo que tenga 20 acciones puede acudir a la ampliación y suscribir un número entero de títulos. Para acudir a la ampliación deberá hacer grupos de 4 acciones antiguas y por cada grupo recibirá una acción nueva. Si posee 20 acciones hará 5 grupos (20/4  =  5) y tendrá derecho a suscribir 5 acciones nuevas. Por lo tanto el accionista que tenga 20 acciones antiguas y acuda a la ampliación tendrá 20 títulos antiguos más 5 títulos nuevos que desembolsará por cada uno de ellos el valor nominal, en este caso 3 euros, siendo:
A x N = Número de títulos nuevos adquiridos x Valor Nominal de cada acción = 5 x 3 = 15 euros.
- Totalmente liberada (liberada 100x100)

Una sociedad amplia su capital realizando una ampliación totalmente liberada de la siguiente manera:
a) 1 acción nueva totalmente gratuita por cada 5 antiguas (1x5 liberada 100x100).
Un accionista antiguo que tenga 50 acciones puede acudir a la ampliación y suscribir un número entero de títulos. Para acudir a la ampliación deberá hacer grupos de 5 acciones antiguas y por cada grupo recibirá una acción nueva. Si posee 50 acciones hará 10 grupos (50/5  =  10) y tendrá derecho a suscribir 10 acciones nuevas. Por lo tanto el accionista que tenga 50 acciones antiguas y acuda a la ampliación tendrá 50 títulos antiguos más 10 títulos nuevos sin desembolso para el suscriptor.
A x 0 = Número de títulos nuevos adquiridos x 0 = 10 x 0 = 0 euros.

## Préstamos convertibles en acciones o Préstamos Participativos
Un caso particular de ampliación de capital, son los Préstamos Participativos o Préstamos Convertibles
Los préstamos participativos nacen por el art. 20 del RDL 7/96 de medidas urgentes de carácter fiscal y liberalización de la actividad económica. A finales de ese mismo año, la Ley 10/96, en su Disp. AD. 2ª, también los aborda. 
La principal característica es que los créditos recibidos están ligados a que la empresa cumpla una serie de obligaciones y objetivos empresariales, como que se obtenga beneficios en el ejercicio fiscal o que la entidad incremente sus ventas un determinado porcentaje. 
¿Cuáles son las características legales de estos préstamos participativos?
1. Son a interés variable, y ese interés se fijará en función de una serie de indicadores de la actividad económica de las empresas prestataria.
2. Son deuda subordinada, se coloca después de los acreedores comunes en cuanto a la prelación de créditos en un proceso concursal, es decir, y resumiendo, antes de los accionistas tan solo. Esto permite una mayor posibilidad de recurrir a otras fuentes de financiación a posteriori.
3. Se considera patrimonio neto a efectos de una reducción de capital y liquidación de la sociedad.
4. Para amortizar anticipadamente el préstamo es necesario compensarlo con una ampliación de igual cuantía de los fondos propios. De esta manera la sociedad no se descapitaliza y se evita perjudicar a otros acreedores no subordinados.
5. Los intereses son deducibles en el Impuesto de Sociedades.